# Férfi 4 × 200 méteres gyorsúszás a 2008. évi nyári olimpiai játékokon
A 2008. évi nyári olimpiai játékokon az úszás férfi 4 × 200 méteres gyorsváltó versenyszámát augusztus 12-én és 13-án rendezték meg. Előbb a selejtezőket és másnap a döntőt.

## Rekordok
| Világrekord     | USA · Michael Phelps (1:45.36) · Ryan Lochte (1:45.86) · Klete Keller (1:46.31) · Peter Vanderkaay (1:45.71) | 7:03.24 | Melbourne, Ausztrália | 2007. március 30.    |
| Olimpiai rekord | AUS · Ian Thorpe (1:46.03) · Michael Klim (1:46.40) · Todd Pearson (1:47.36) · Bill Kirby (1:47.26)          | 7:07.05 | Sydney, Ausztrália    | 2000. szeptember 19. |

A versenyek során az alábbi rekordok dőltek meg..
| Dátum         | Verseny      | Név                                                      | Nemzetiség | Idő     | OR | WR |
| ------------- | ------------ | -------------------------------------------------------- | ---------- | ------- | -- | -- |
| Augusztus 12. | 2. selejtező | David Walters Ricky Berens Erik Vendt Klete Keller       | USA        | 7:04.66 | OR |    |
| Augusztus 13. | Döntő        | Michael Phelps Ryan Lochte Ricky Berens Peter Vanderkaay | USA        | 6:58.56 | OR | WR |

| - Q: továbbjutás eredmény alapján - DNS: nem indult a futamon | - AR: kontinensrekord - NR: országos rekord |

## Eredmények

### Selejtezők
| Helyezés | Selejtező | Pálya | Nemzetiség | Név | Idő     | Notes |
| -------- | --------- | ----- | ---------- | --- | ------- | ----- |
| 1        | 2         | 4     | USA        | David Walters (1:46.57) Ricky Berens (1:45.47) Erik Vendt (1:47.11) Klete Keller (1:45.51)                                                | 7:04.66 | Q, OR |
| 2        | 1         | 4     | ITA        | Nicola Cassio (1:48.76) Marco Belotti (1:45.82) Emiliano Brembilla (1:46.46) Massimiliano Rosolino (1:46.80)                              | 7:07.84 | Q, ER |
| 3        | 1         | 6     | RUS        | Mihail Poliscsuk (1:48.54) Danyila Izotov (1:47.24) Nyikita Lobincev (1:46.84) Alekszandr Szuhorukov (1:45.24)                            | 7:07.86 | Q     |
| 4        | 2         | 3     | GBR        | David Carry (1:46.47) NR Andrew Hunter (1:46.88) Ross Davenport (1:47.15) Robert Renwick (1:47.39)                                        | 7:07.89 | Q, NR |
| 5        | 1         | 5     | CAN        | Brian Johns (1:47.44) Rick Say (1:47.24) Adam Sioui (1:47.05) Andrew Hurd (1:46.31)                                                       | 7:08.04 | Q     |
| 6        | 2         | 5     | AUS        | Nick Ffrost (1:47.47) Grant Brits (1:46.84) Kirk Palmer (1:47.02) Leith Brodie (1:47.08)                                                  | 7:08.41 | Q     |
| 7        | 1         | 7     | JPN        | Okumura Josihiro (1:47.19) Ucsida Só (1:46.59) Mononobe Jaszunori (1:47.29) Macumoto Hiszato (1:48.05)                                    | 7:09.12 | Q, AS |
| 8        | 2         | 2     | RSA        | Jean Basson (1:45.99) Darian Townsend (1:46.14) Jan Venter (1:48.32) Sebastien Rousseau (1:50.46)                                         | 7:10.91 | Q, AF |
| 9        | 2         | 6     | AUT        | Dominik Koll (1:47.72) NR David Brandl (1:46.45) Florian Janistyn (1:50.48) Markus Rogan (1:46.80)                                        | 7:11.45 |       |
| 10       | 1         | 2     | CHN        | Csang Lin (Zhang Lin) (1:46.13) Csang En-csien (Zhang Enjian) (1:49.31) Szun Jang (Sun Yang) (1:48.73) Si Hao-zsan (Shi Haoran) (1:49.40) | 7:13.57 |       |
| 10       | 1         | 8     | FRA        | Clément Lefert (1:48.34) Sebastien Bodet (1:49.47) Matthieu Madelaine (1:49.87) Amaury Leveaux (1:45.89)                                  | 7:13.57 |       |
| 12       | 1         | 1     | GER        | Paul Biedermann (1:47.48) Benjamin Starke (1:48.51) Christian Kubusch (1:49.28) Stefan Herbst (1:48.65)                                   | 7:13.92 |       |
| 13       | 2         | 1     | HUN        | Kis Gergő (1:47.39) Kerékjártó Tamás (1:49.09) Kozma Dominik (1:49.26) Kovács Norbert (1:48.40)                                           | 7:14.14 |       |
| 14       | 2         | 7     | POL        | Łukasz Gąsior (1:49.43) Łukasz Wójt (1:48.54) Michał Rolicki (1:51.14) Przemysław Stańczyk (1:48.98)                                      | 7:18.09 |       |
| 15       | 2         | 8     | GRE        | Andréasz Zíszimosz (1:49.05) Nikólaosz Xilúrisz (1:49.53) Jánisz Janúlisz (1:48.96) Vaszíliosz Demétisz (1:50.72)                         | 7:18.26 |       |
| 16       | 1         | 3     | BRA        | Nicolas Oliveira (1:49.49) Rodrigo Castro (1:48.31) Phillip Morrison (1:49.35) Lucas Salatta (1:52.39)                                    | 7:19.54 |       |

### Döntő
| Helyezés | Pálya | Nemzetiség | Név | Idő     | Megj. |
| -------- | ----- | ---------- | --- | ------- | ----- |
| Arany    | 4     | USA        | Michael Phelps (1:43.31) Ryan Lochte (1:44.28) Ricky Berens (1:46.29) Peter Vanderkaay (1:44.68)                | 6:58.56 | WR    |
| Ezüst    | 3     | RUS        | Nyikita Lobincev (1:46.64) Jevgenyij Lagunov (1:46.56) Danyila Izotov (1:45.86) Alekszandr Szuhorukov (1:44.65) | 7:03.70 | ER    |
| Bronz    | 7     | AUS        | Patrick Murphy (1:45.95) Grant Hackett (1:45.87) Grant Brits (1:47.13) Nick Ffrost (1:46.03)                    | 7:04.98 |       |
| 4        | 5     | ITA        | Marco Belotti (1:47.37) Emiliano Brembilla (1:47.33) Massimiliano Rosolino (1:46.53) Filippo Magnini (1:44.12)  | 7:05.35 | NR    |
| 5        | 2     | CAN        | Colin Russell (1:46.89) Brian Johns (1:47.61) Brent Hayden (1:44.42) Andrew Hurd (1:46.85)                      | 7:05.77 | NR    |
| 6        | 6     | GBR        | David Carry (1:46.78) Andrew Hunter (1:46.73) Robert Renwick (1:46.16) Ross Davenport (1:46.25)                 | 7:05.92 | NR    |
| 7        | 1     | JPN        | Okumura Josihiro (1:46.61) Ucsida Só (1:47.36) Mononobe Jaszunori (1:47.72) Macumoto Hiszato (1:48.62)          | 7:10.31 |       |
| 8        | 8     | RSA        | Jean Basson (1:46.67) Darian Townsend (1:47.24) Jan Venter (1:49.56) Sebastien Rousseau (1:49.55)               | 7:13.02 |       |